# Kekkolanlampi
Kekkolanlampi är en sjö i kommunen Vaala i landskapet Norra Österbotten i Finland. Sjön ligger 138,6 meter över havet. Arean är 71 hektar och strandlinjen är 3,96 kilometer lång. Sjön  ingår i Uleälvens huvudavrinningsområde.   Den ligger omkring 53 kilometer nordväst om Kajana och omkring 510 kilometer norr om Helsingfors. 